# Gourdon Peak
Gourdon Peak är en bergstopp i Antarktis. Den ligger i Västantarktis. Argentina, Chile och Storbritannien gör anspråk på området. Toppen på Gourdon Peak är 211 meter över havet.
Terrängen runt Gourdon Peak är kuperad åt sydost, men åt nordväst är den platt. Havet är nära Gourdon Peak åt nordväst.  Trakten är obefolkad. Det finns inga samhällen i närheten.